# Joe Nagbe
Joe Thunder Armstrong Nagbe (Nimba, 2 settembre 1968) è un ex calciatore liberiano, di ruolo centrocampista.

## Biografia
Anche suo figlio Darlington è un calciatore che attualmente gioca per il Columbus Crew in MLS.

## Carriera

### Club
Ha giocato nella massima serie di Liberia, Camerun, Francia, Grecia, Emirati Arabi Uniti e Indonesia.

### Nazionale
Ha giocato con la nazionale liberiana dal 1988 al 2011, partecipando anche alla Coppa d'Africa 1996.

## Palmarès

### Club

#### Competizioni nazionali
- Campionato francese di seconda divisione: 1

Nizza: 1993-1994